# تشيلسي جرين
تشيلسي آن جرين بالإنجليزية Chelsea Anne Green هي من مواليد 4 أبريل 1991 وتعمل كـمصارعة محترف كندية وعارضة أزياء وموديل. عملت لصالح عدة شركات مصارعة منها دبليو دبليو إي حيث صارعت هناك بإسمها الحقيقي، وكذلك في اتحاد إمباكت ريسلينغ تحت اسم الحلبة لوريل فان نيس ، حيث حققت بطولة Impact Knockouts وعملت لصالح اتحاد لوتشا أندرجراوند التابع لشركة تربل إيه تحت اسم الحلبة ريكلوسا . بالإضافة لذلك صارعت جرين أيضًا في العديد من الدوائر المستقلة تحت اسمها الحقيقي. في عام 2015 شاركت في برنامج البحث عن المواهب الخاص بإتحاد دبليو دبليو إي تف إنف .

## مهنة المصارعة المحترفة
بدء تعلق جرين بالمصارعة منذ وقت طويل فشرعت في التدريب للإنضمام للحلبات

### الحلبات المستقلة (منذ 2014 إلي 2018)

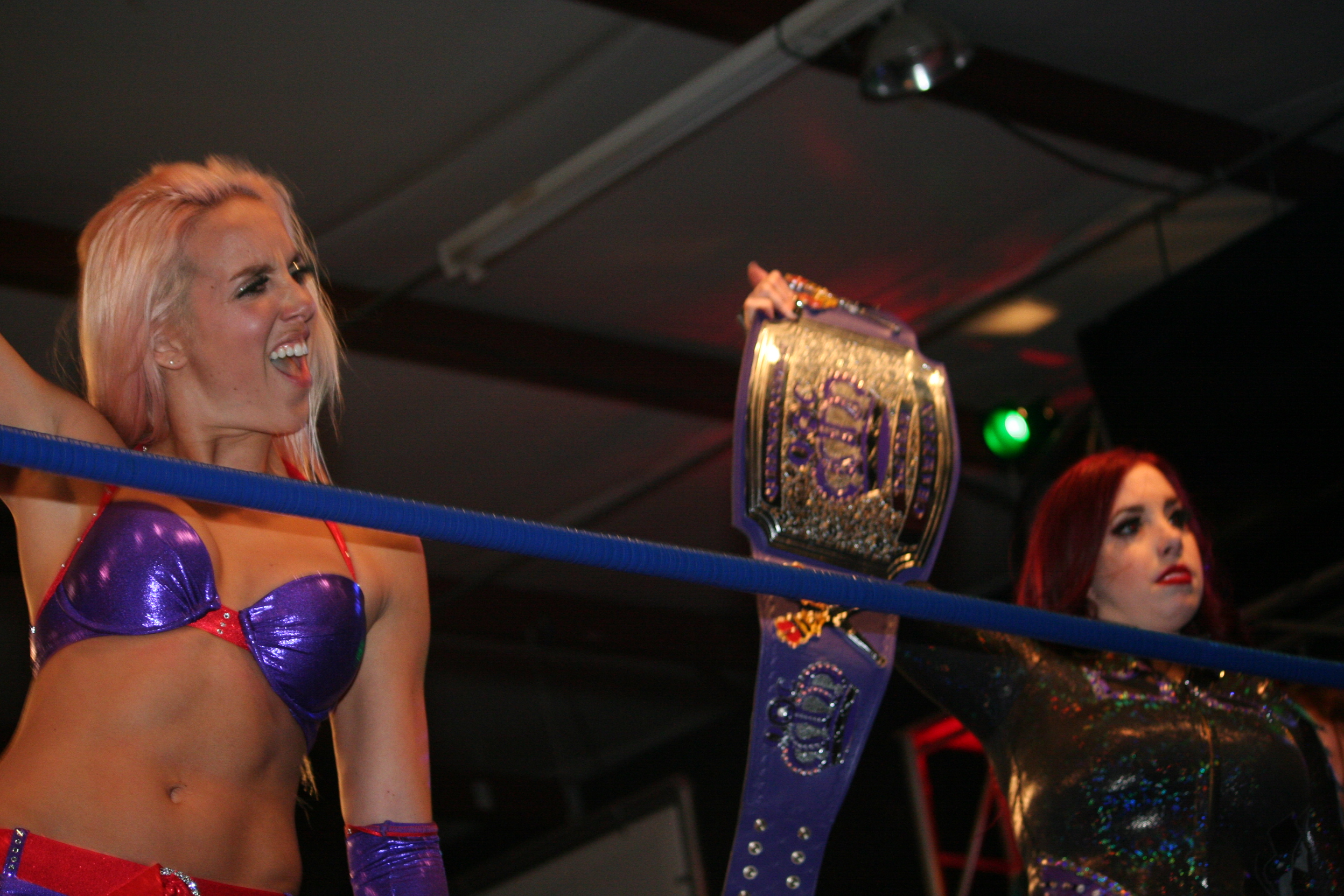
لوريل فان نيس (على اليسار) مع تايلر هندريكس في وهن يحملن ‘ألقاب كوينز أوف كومبات للفرق

صارعت جرين في الحلبات المستقلة في كندا تحت اسم الحلبة جيَدا، حيث ظهرت لأول مرة في اتحاد بطولة النخبة الكندية للمصارعة المعروف باسم (إي سي سي دبليو). وأول مباراة لها في 31 مايو 2014 في عرض 2014 ECCW Better Than You . تعاونت مع برادي ماليبو وإم أر 2 في ستة لاعبين ضد بيلي سويد وكيني لاش ونيكول ماثيوز ولكنها خسرت هي وفريقها. انضمت بعد ذلك إلى دوري بطولة لقب للسيدات، وفازت في الجولة الأولى ضد كيتلين دايموند. في 8 ديسمبر 2014، في ختام بطولة لقب السيدات التي أقيمت في عرض ECCW Payoff ، هُزمت من قِبل كيت كارني في الدور نصف النهائي.
و في عام 2016، قامت جرين بجولة في اليابان مرتين حيث صارعت في اتحاد وورلد وندر رينغ ستاردوم (دبليو دبليو أر أس). واستغرقت جولتها الأولى ثلاثة أشهر، لكنها اضطرت إلي التوقف بسبب إصابتها بكسر في عظمة الترقوة أثناء المصارعة في أحد العروض الهند. وجولتها الثانية في اليابان في أواخر عام 2016، حيث تعاونت مع سانتانا جاريت وشاركت في دوري بطولة Goddesses of Stardom Tag League لعام 2016. خلال هذه الجولة، تحدت جرين أيضًا بطلة Wonder of Stardom كايري هوغو في مباراة لكنها خسر. لم تُهزم جرين في مباراة فردية أثناء مصارعتها في اليابان، قبل خسارتها أمام هوغو.[بحاجة لمصدر]
و في عرض كوينز أوف كومبات 17 الذي اقيم في 18 فبراير 2017 شهد انطلاق بطولة QOC للفرق الزوجية لتتويج أول أبطال QOC للفرق الثنائية. تعاونت فان نيس مع تايلر هندريكس وهزم أجا بيريرا وكيرا هوجان في الجولة الأولى. وفي عرض كوينز أوف كومبات 18 الذي أقيم أيضًا في 18 فبراير، هزموا نيفاه وراشيل إليرينج في نصف النهائي. هزم هندريكس وفان نيس فريق ذا لوتشا سيستارز (ليفا بتيس وميا ييم) لتصبحا أول أبطال QOC للفرق.
في عرض All In ، صارعت جرين ضد بريت بيكر وماديسون راين وتيسا بلانشارد في مباراة البقاء على قيد الحياة من أربع زوايا ولكنها خسرت في المباراة.

### توتال نون ستوب أكشن ريسلينغ / إمباكت ريسلينغ (منذ 2016 حتي 2018)
في 7 يناير 2016 ظهرت جرين لأول مرة في عروض اتحاد TNA تحت اسم الحلبة تشيلسي، وخسرت أمام جايد. وفي الليلة التالية في 8 يناير 2016 شاركت في عرض TNA One Night Only: Live 2016 حيث صارعت في مباراة لتحديد المنافسة الأولي علي بطولة TNA Knockouts مباراة التدافع من أجل الذهب، ودخلت المباراة المستمرة في المركز الرابع قبل أن يتم إقصائها من قبل أوسم كونغ.
في يونيو 2016 وقعت جرين عقد رسمي مع شركة TNA. وظهرت لأول مرة في عروض شاشة التلفزيون كهيل وذلك في حلقة إمباكت ريسلينغ بتاريخ 29 سبتمبر 2016 تحت اسم الحلبة الجديد لوريل فان نيس وهزمت ماديسون راين. وفي حلقة إمباكت ريسلينغ بتاريخ 20 أكتوبر 2016 هاجمت فان نيس آلي مما أدى إلى مباراة بين الاثنين حيث انتصرت فان نيس. هاجمت فان نيس آلي مرة أخرى في الأسبوع التالي، مما أدى إلى مباراة أخرى بين الاثنين في في حلقة إمباكت ريسلينغ بتاريخ 8 ديسمبر 2016 هُزمت فان نيس.
في أواخر عام 2016، دخلت فان نيس علاقة على الشاشة مع براكستون سوتر. وفي حلقة إمباكت ريسلينغ بتاريخ 23 فبراير 2017 كان الاثنان على وشك الزواج حتى رفض سوتر فان نيس أثناء زفافهما عندما أعلن أنه كان في حالة حب مع ألي (وهي زوجة سوتر الشرعية). في الأسبوع التالي حلقة إمباكت ريسلينغ بتاريخ 2 مارس 2017، تم حل فرقة Lady Squad بهدوء عندما انتهى عقد الزعيمة السابق ماريا حيث غادرت الشركة.

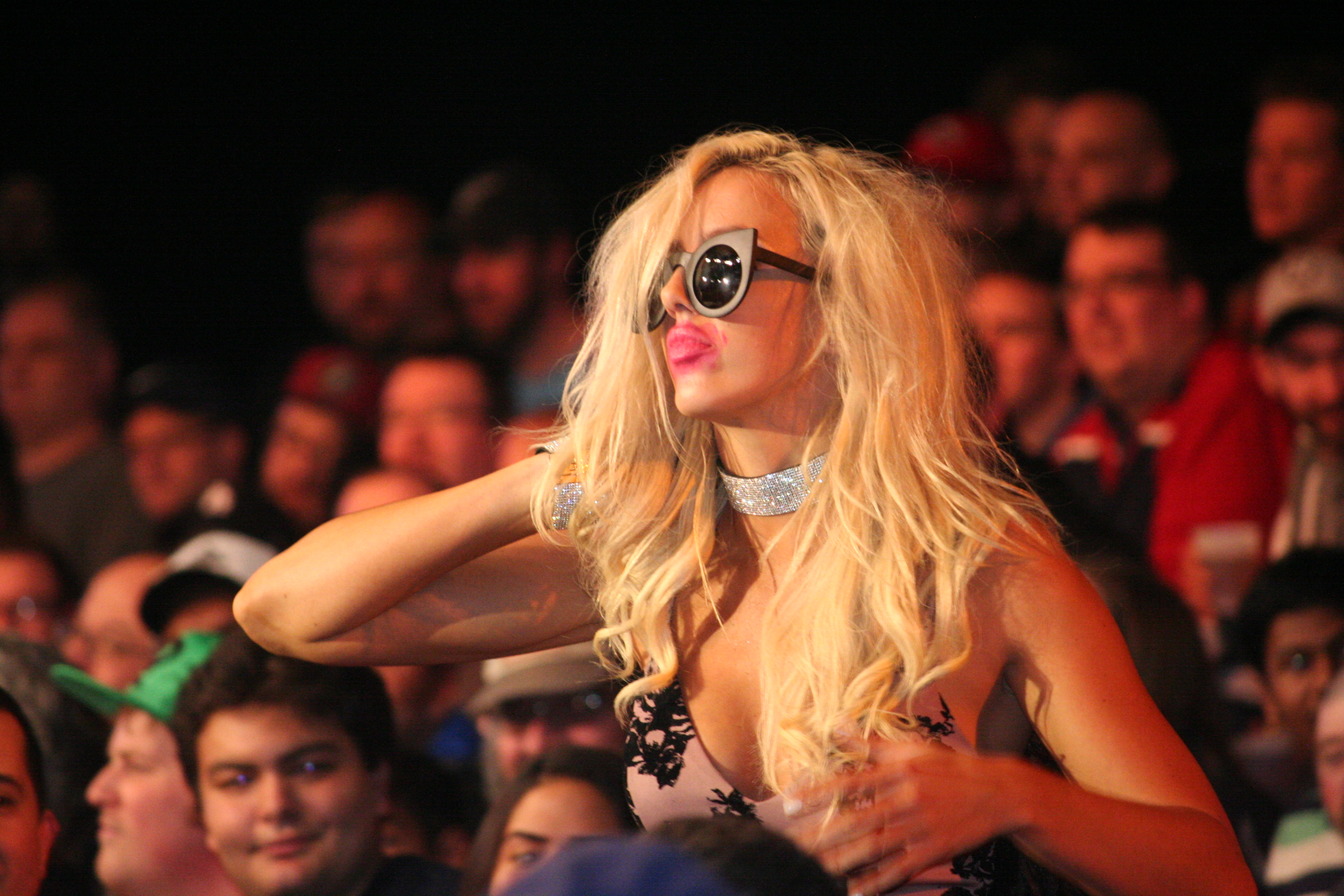
لوريل فان نيس بين الجماهير في عرض باوند فور جلوري 2017

و في مارس بدأت فان نيس بتجسيد شخصية الفتاة المضطربة النفسية بسبب أن هجرها سوتر، وبدات تصارع بـفستان الزفاف والمكياج التالف حافية القدمين وتحمل زجاجة النبيذ. حاول جرادو التقدم لها في في حلقة إمباكت ريسلينغ بتاريخ 27 يوليو 2017، لكن كونغو كونغ قاطعه. وفي حلقة إمباكت ريسلينغ بتاريخ 24 غسطس 2017 خرجت فان نيس وهي ترتدي ملابس نظيفة بالكامل، خلال خطاب وداع ترحيل جرادو. ثم دخلت الحلبة، وسألت جرادو عما إذا كان يريد الزواج منها وقال الأخير نعم، وبذلك تحولت لشخصية الفيس لأول مرة في حياتها المهنية في TNA. بعد أن اكتشف جرادو أن فان نيس تحمل كنديًا، أُلغى حفل الزفاف وذلك في حلقة إمباكت ريسلينغ بتاريخ 7 سبتمبر 2017. بدأت فان نيس في التحول لهيل مرة أُخري عندما عادت إلى تجسيد شخصية الفتاة المُضطربة نفسياً الخاصة بها، والتي تضمنت لاحقًا الخروج وسط الحشد وتطلب الزواج من أجل الرجال. وفي عرض 2017 Bound for Glory الذي أُقيم في 5 نوفمبر 2017 هاجمت فان نيس جرادو خلال مباراة المانستر بول ضد أبيس، وعززت بذلك شخصيتها كهيل مرة أخرى وذلك لتصبح الطرف المتلقي لسائل روزماري.

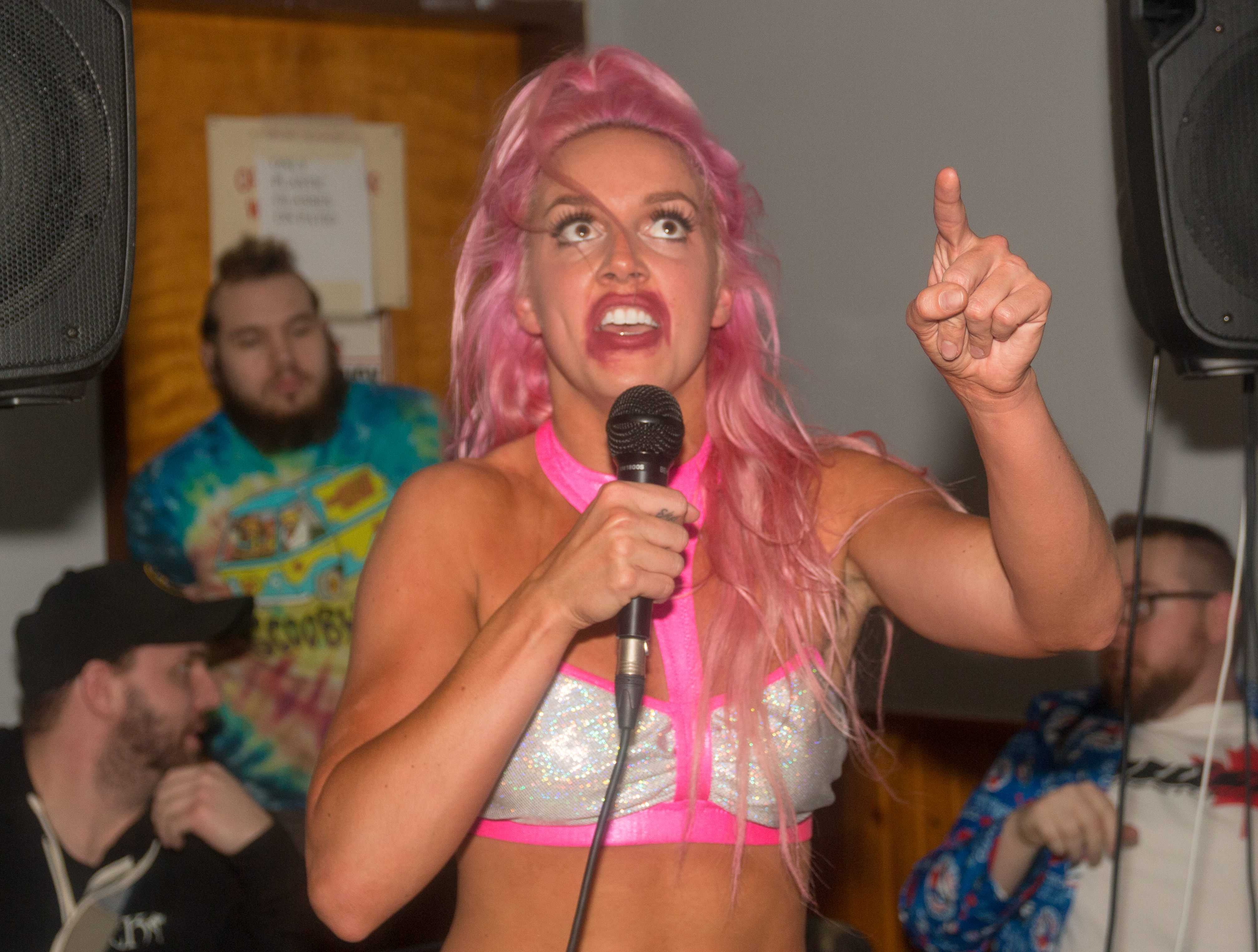
جرين في في عرض PWA في جيلف ، أونتاريو في فبراير 2018

في 8 نوفمبر، شاركت في تسجيل العروض وتم بث هذه حلقة بتاريخ في 14 ديسمبر2017 حيث هزمت فان نيس روزماري في نهائي دوري بطولة Impact Knockouts الشاغرة وبذلك لتحقق اللقب للمرة الأولي في مسيرتها. وخلال ذلك الوقت عادت لها أيضا لملابس الحلبة الطبيعية وتركت فستان الزفاف ولكن استمرت في تجسيد نفس شخصية الفتاة المُضطربة نفسياً. وبحسب ما ورد، بعد فوزها باللقب، طلبت جرين تسريحها من إدارة الاتحاد، لكن الشركة رفضت تسريحها وهي لا تزال حاملة للقب. في 15 يناير 2018، تم تسريح جرين رسميًا من عقدها بعد أن أنهت إلتزماتها مع الشركة، حيث خسرت بطولة Knockouts أمام ألي.

### لوتشا أندرجراوند (2018)
ظهرت جرين لأول مرة خلال تسجيلات الموسم الرابع من لوتشا أندرجراوند في 25 فبراير 2018 تحت اسم الحلبة ريكلوسا. حيث صارعت في نزال قاتلة رباعية ضد جيرما كرين، إكس أو ليشوس، ومارتي "ذا موث" مارتينيز. في حلقة لوتشا أندر جراوند بتاريخ 10 أكتوبر 2018، خسرت ريكلوسا أمام بانتاجون دارك في الحدث الرئيسي.

### دبليو دبليو إي (2014 , 2015 ومنذ 2018 إلي 2021)

#### الظهور المبكر (2014 , 2015)
خلال الخلاف بين بري بيلا وستيفاني مكمان، ظهرت جرين في 11 أغسطس 2014، حلقة من عرض الرو بدور المعالجة الفيزيائية الخاصة بـدانيال برايان ميغان ميلر حيث أعترفت بأنها كانت على علاقة غرامية مع براين قبل اقتحام بيري بيلا الغاضبة للحلبة وتقوم بصفعها.
في عام 2015، عادت جرين للظهور تحت اسمها الحقيقي، كمتسابقة في الموسم السادس من إعادة إطلاق تاف إنف وحققت المركز الرابع بين الإناث وبالتالي فشلت في الإنضمام للإتحاد.

#### دبليو دبليو إي إن أكس تي والظهور المتقطع في العروض الرئيسية (منذ 2018 إلي 2021)
في عام 2018، شاركت تشيلسي في تجارب WWE وتم التوقيع معها في 3 أغسطس 2018. بدأت تشيلسي في التقدم لمركز أداء WWE في 8 أكتوبر 2018 وظهرت لأول مرة في عروض دبليو دبليو إي إن أكس تي في حدث مباشر في 26 أكتوبر 2018، حيث تنافست في ظل أسلوبها المألوف «الذهاني». ومع ذلك، فقد أصيبت بكسر في رسغها خلال أول مباراة تلفزيونية لها في 13 مارس 2019، وخضعت لعملية جراحية في اليوم التالي في 14 مارس 2019. عاد جرين إلى الحلبة في 29 يونيو 2019 في حدث مباشر لبراند دبليو دبليو إي إن أكس تي. وظهرت جرين في حلقة الرو بتاريخ 23 ديسمبر 2019، حيث ضد شارلوت فلير وخسرت أمامها. في 8 يناير 2020 تم الإعلان عنها كأول عضو في إسطبل روبرت ستون.  في 26 يناير 2020، صارعت جرين في مباراة Royal Rumble للسيدات في عرض الدفع لكل عرض يحمل نفس الاسم، والتي فازت به في النهاية تشارلوت فلير. في حلقة دبليو دبليو إي إن أكس تي بتاريخ 4 مارس 2020 ، هزمت جرين شوتزي بلاك هارت للتأهل لمباراة سلم في Takeover Tampa Bay لتحديد المنافسة رقم 1 لبطولة NXT للسيدات. في حلقة دبليو دبليو إي إن أكس تي بتاريخ 27 مايو 2020، قامت بطرد روبرت ستون. بعد انتهاء شراكة جرين مع ستون، خطط الشركة في تصعيدها لعرض الرو، ولكن بعد أن ترك المدير التنفيذي للعرض بول هيمان المنصب، تم إلغاء الخطة.
قامت جرين بعمل أول ظهور لها في عرض SmackDown وذلك في حلقة سماك دون بتاريخ 13 نوفمبر2020 حيث شاركت في مباراة تأهيلية قاتلة رباعية ضد ليف مورغان وناتاليا وتامينا لكسب مكان في سيرفايفر سيريس كجزء من فريق السيدات، والتي فازت بها مورغان. بعد المباراة، تم الكشف عن أن جرين قد كسرت معصمها مرة أخرى وأنه يجب تغيير النهاية المخطط لها والتي شهدت فوز جرين. في نوفمبر 2020 أفيد بأن جرين مددت عقدها مع الشركة لمدة ثلاث سنوات. وفي 15 أبريل 2021، أعلنت الشركة عن تسريح جرين من عقدها بسبب اصاباتها المتكررة.

## الحياة الشخصية
في 4 أبريل 2019، عيد ميلاد جرين الثامن والعشرين، أعلنت جرين عن خطوبتها مع زميلها المصارع المحترف، ماثيو كاردونا المعروف بأسم زاك رايدر ومات كاردونا. وكان الاثنان يتواعدان منذ يناير 2017.

## البطولات والإنجازات

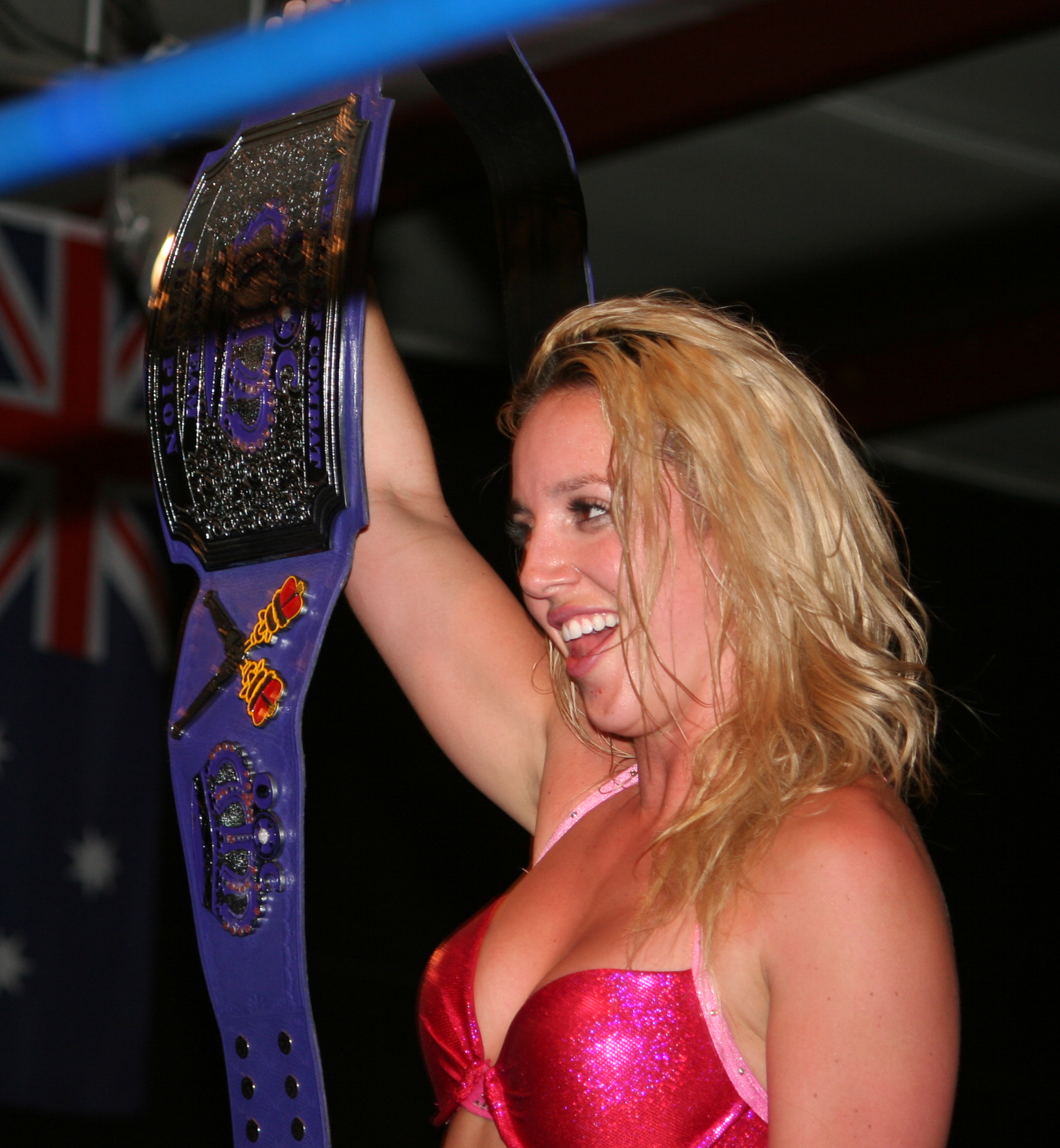
فان نيس تتظاهر مع حزام بطولة كوينز أوف كومبات تاج تيم

- أول ستار ريسلينغ (فرع كولومبيا البريطانية)
- بطولة ASW للسيدات (مرة واحدة) [35]
  - دوري بطولة ASW للسيدات (2015)
- إمباكت ريسلينغ
  - بطولة النوك أوتس (مرة واحدة) [16]
  - دوري بطولة النوك أوتس (2017)
- برو ريسلينغ اليزسترتيد
  - احتلت المرتبة رقم 26 من أفضل 50 مصارعة فردية في PWI Female 50 في عام 2017 [36] و 2019
- Pro Wrestling 2.0.2
  - بطولة PW2.0 Tag Team (مرة واحدة) - مع سانتانا جاريت
- كوينز أوف كومبات
  - بطولة QOC Tag Team (مرة واحدة) - مع تايلر هندريكس [37]
  - دوري بطولة QOC Tag Team (2017) - مع تايلر هندريكس [38]

## روابط خارجية
- صفحة تشيلسي جرين على دبليو دبليو إي.كوم
- تشيلسي أنّا جرين في قاعدة بيانات الأفلام على الإنترنت
- Impact Wrestling profile على موقع واي باك مشين (نسخة محفوظة January 22, 2018)
- صفحة تشيلسي جرين علي موقع كيدج ماتش , علي موقع ريسلينغ داتا , علي موقع قاعدة بيانات المصارعة علي الأنترنت